# Lometa (Teksas)
Lometa je grad u američkoj saveznoj državi Teksas. Prema popisu stanovništva iz 2010. u njemu je živjelo 856 stanovnika.